# Georges Pianta
Georges Pianta, né le 2 mars 1912 à Thonon-les-Bains et mort le 23 octobre 1997 dans la même ville, est un homme politique français. Il est maire de Thonon-les-Bains de 1944 à 1980 et député de la Haute-Savoie de 1956 à 1981.

## Biographie
Georges Pianta naît le 2 mars 1912 à Thonon-les-Bains, en Haute-Savoie. Fils d'un huissier de justice, il entreprend des études de droit par correspondance avec la faculté de droit de Paris qui l'amènent à devenir avocat et, à l'âge de 22 ans, il s'inscrit au barreau de sa ville natale.
C'est à la Libération qu'il entame sa carrière politique en devenant maire de Thonon-les-Bains le 4 septembre 1944 dans la municipalité provisoire et reconduit en mai 1945 lors des premières élections municipales de l'après-guerre. Particulièrement attaché à sa ville, il est ensuite constamment réélu et conserve ce mandat jusqu'au 24 février 1980, date à laquelle il décide d'abandonner la vie politique locale. De son expérience d'élu municipal, il a tiré le livre Au service de ma ville natale, paru en 1987.
En 1949, il fait son entrée au conseil général de la Haute-Savoie et exerce la fonction de vice-président de l'assemblée départementale de 1955 à 1979.
Il tente en vain une première fois d'obtenir un mandat national au Conseil de la République en 1948. Il échoue également à se faire élire à la Haute Assemblée lors des élections sénatoriales de 1952.
C'est finalement lors des élections législatives de 1956 qu'il obtient un mandat de député en étant élu à la tête d'une liste « Union des indépendants et paysans ». Au cours de cette dernière législature de la IVe République, il se fait remarquer en se prononçant en faveur de la percée d'un tunnel sous le mont Blanc. Le 1er juin 1958, il vote les pleins pouvoirs au gouvernement Charles de Gaulle. Sa carrière parlementaire se déroule principalement sous la Ve République.
Lors des élections législatives de 1958, il est réélu dès le premier tour dans la deuxième circonscription de la Haute-Savoie (alors celle de Thonon-les-Bains), toujours sous l'étiquette de l'Union des indépendants et paysans. En 1962, il rejoint le groupe des Républicains indépendants puis siège sur les bancs de l'UDF au cours de son dernier mandat parlementaire, de 1978 à 1981.
Au cours de sa vie politique, il s'est particulièrement battu pour développer la cité judiciaire de Thonon-les-Bains. En 1968, il inaugure l'hôpital moderne de la ville qui porte désormais son nom.

## Décoration
- Chevalier de l'ordre du Mérite touristique (1955)[6]

## Mandats
Député
- 2 janvier 1956 - 3 juin 1958 : député de la Haute-Savoie
- 9 décembre 1958 - 9 octobre 1962 : député de la deuxième circonscription de la Haute-Savoie
- 6 décembre 1962 - 2 avril 1967 : député de la deuxième circonscription de la Haute-Savoie
- 3 avril 1967 - 30 mai 1968 : député de la deuxième circonscription de la Haute-Savoie
- 11 juillet 1968 - 1er avril 1973 : député de la deuxième circonscription de la Haute-Savoie
- 2 avril 1973 - 2 avril 1978 : député de la deuxième circonscription de la Haute-Savoie
- 3 avril 1978 - 22 mai 1981 : député de la deuxième circonscription de la Haute-Savoie

Conseiller général
- 27 mars 1949 - 24 avril 1955 : membre du Conseil général de la Haute-Savoie
- 25 avril 1955 - 10 juin 1961 : membre et vice-président du Conseil général de la Haute-Savoie
- 11 juin 1961 - 1er octobre 1967 : membre et vice-président du Conseil général de la Haute-Savoie
- 2 octobre 1967 - 30 septembre 1973 : membre et vice-président du Conseil général de la Haute-Savoie
- 1er octobre 1973 - 25 mars 1979 : membre et vice-président du Conseil général de la Haute-Savoie

Maire

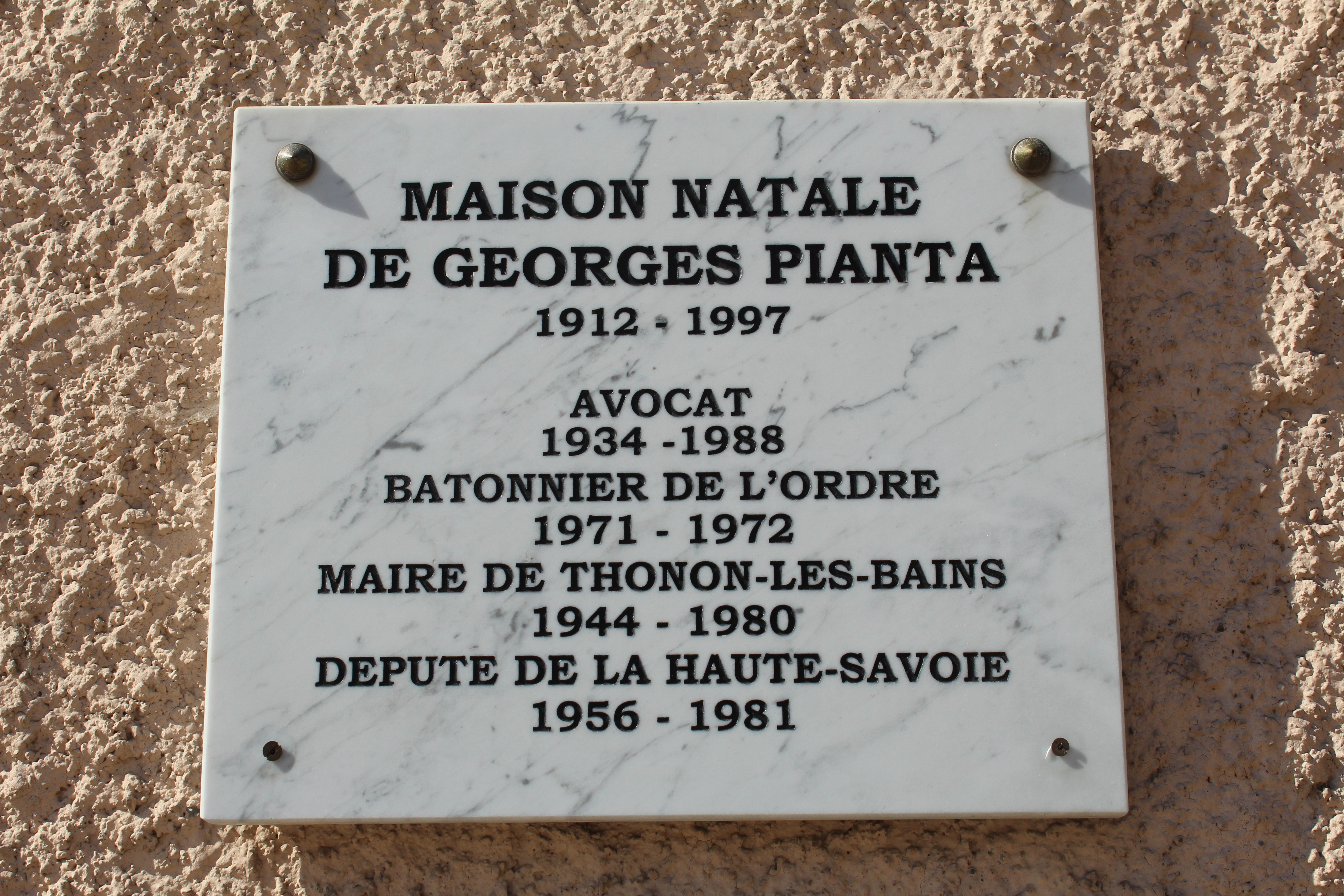
Plaque commémorative

- 4 septembre 1944 - 13 mai 1945 : maire de Thonon-les-Bains (municipalité provisoire)
- 13 mai 1945 - 26 octobre 1947 : maire de Thonon-les-Bains
- 26 octobre 1947 - 3 mai 1953 : maire de Thonon-les-Bains
- 4 mai 1953 - 15 mars 1959 : maire de Thonon-les-Bains
- 16 mars 1959 - 21 mars 1965 : maire de Thonon-les-Bains
- 22 mars 1965 - 21 mars 1971 : maire de Thonon-les-Bains
- 22 mars 1971 - 20 mars 1977 : maire de Thonon-les-Bains
- 21 mars 1977 - 24 février 1980 : maire de Thonon-les-Bains